# Полевичка
Полеви́чка (лат. Eragróstis) — обширный род однолетних и многолетних трав семейства Злаки, или Мятликовые (Poaceae), произрастающих по всему земному шару от умеренных до тропических климатических областей. Растёт преимущественно на рыхлой почве на сухих территориях, в степях или полупустынях. Хорошо переносит холод, любит яркий свет.

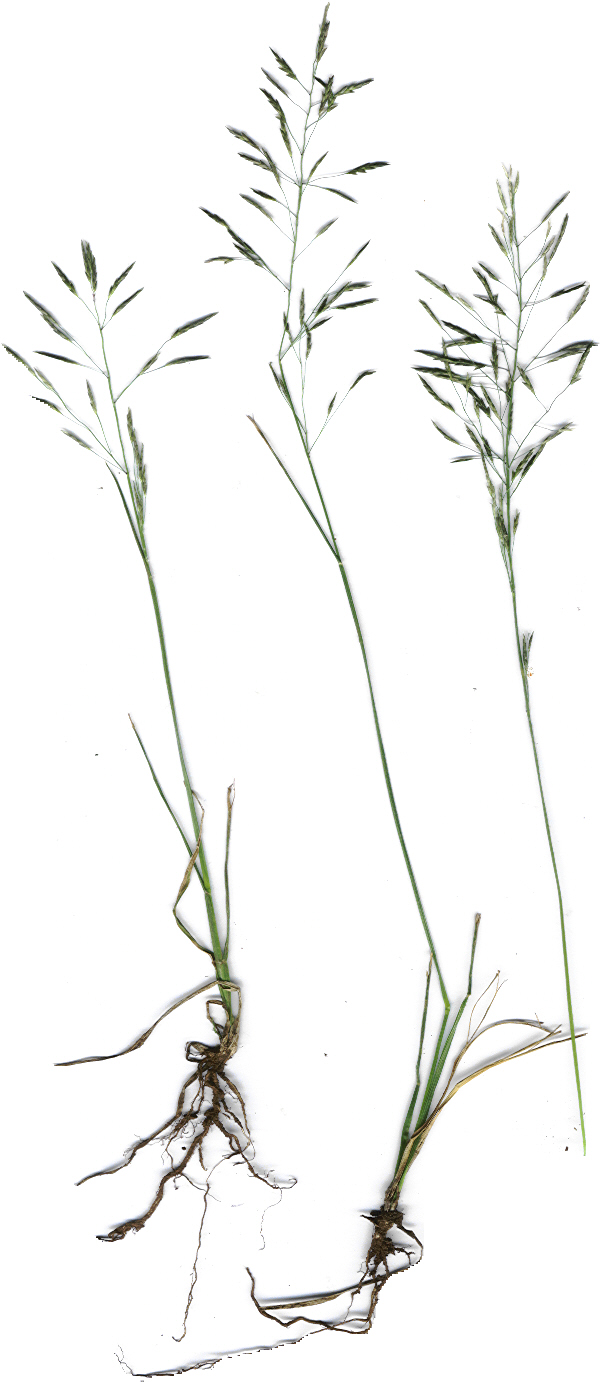

Латинское название растения произошло от слов eros и agrostis, означающих «любовь» и «злак» соответственно.

## Синонимы
В синонимику рода входят следующие названия:
- Boriskellera Terechov
- Erochloe Raf.
- Erosion Lunell
- Exagrostis Steud., nom. inval.
- Macroblepharus Phil.
- Psilantha (K.Koch) Tzvelev
- Roshevitzia Tzvelev
- Triphlebia Stapf
- Vilfagrostis Döll, nom. inval.

## Описание
Однолетний или двулетний злак, достигающий в высоту около 1 метра.
Тонкие корни образуют пучок.
Листья плоские узколинейные, с язычком, язычок в виде ряда волосков.
Соцветия метельчатые, состоят из трёх и более колосков. Колосковых чешуй две.

## Использование
Некоторые виды полевички используются как кормовые культуры, могут идти в силос, скотом поедаются только молодые побеги. Отдельные виды, например, Теф (Eragrostis tef) на севере Африки, традиционно возделываются как зерновые. Многие виды не имеют какого-либо хозяйственного значения и являются сорняками посевов.
Метёлки полевички декоративны, создают впечатление фонтана мелких брызг. Растение может использоваться как в свежих, так и в сухих букетах.

## Виды
По информации базы данных The Plant List, род включает 424 вида, некоторые из них:
- Eragrostis aegyptiaca (Willd.) Delile — Полевичка египетская
- Eragrostis amurensis Prob. — Полевичка амурская
- Eragrostis barrelieri Daveau — Полевичка Баррелье
- Eragrostis cilianensis (All.) Vignolo ex Janch. — Полевичка крупноколосковая
- Eragrostis collina Trin. — Полевичка холмовая
- Eragrostis curvula (Schrad.) Nees — Полевичка дуголистная
- Eragrostis japonica (Thunb.) Trin. — Полевичка японская
- Eragrostis minor Host typus[3] — Полевичка малая
- Eragrostis multicaulis Steud. — Полевичка многостебельная
- Eragrostis nigra Nees ex Steud. — Полевичка чёрная
- Eragrostis pectinacea (Michx.) Nees — Полевичка гребенчатая
- Eragrostis pilosa (L.) P.Beauv. — Полевичка волосистая
- Eragrostis rivalis H.Scholz — Полевичка береговая
- Eragrostis tef (Zuccagni) Trotter — Полевичка теф, или Полевичка абиссинская
- Eragrostis tenella (L.) P.Beauv. ex Roem. & Schult. — Полевичка тоненькая
- Eragrostis virescens J.Presl — Полевичка зеленоватая